# 莫里斯·奇克斯
莫里斯·“莫”·爱德华·奇克斯（英語：Maurice "Mo" Edward Cheeks，1956年9月8日—），生于伊利诺伊州芝加哥，美国职业篮球运动员，曾任NBA联盟费城76人助理教練和主教練，以及波特蘭拓荒者和底特律活塞的主教练。目前擔任紐約尼克助理教練。

## 职业球员生涯
奇克斯大学期间于1974年至1978年在西德克萨斯农工大学打球，连续三个赛季获得NCAA密苏里山谷联盟 (Missouri Valley Conference)的最佳球员。大学毕业后他在1978年NBA选秀中第二轮第36顺位被费城76人队选中，奇克斯司职控球后卫，在NBA效力了15个赛季其中11个赛季是在费城度过的，四次当选NBA全明星赛。他帮助费城76人队在1980年代早期，四年中三次杀入NBA总决赛，并在1983年夺得了总冠军。
在NBA历史上他是抢断榜中排第五，助攻次数排全联盟第十三的球员。

## 教练生涯
2005年5月23日他成为费城76人队第21任主教练。他还曾在2001-02赛季至2005年5月2日担任过波特兰开拓者队主教练。
2003年4月25日，在开拓者和达拉斯小牛队的季后赛前，13岁的小女孩纳塔利·吉尔伯特 (Natalie Gilbert)现场唱美国国歌唱到“At the twilight's last gleamingduring”时忘词了，奇克斯立刻上去和她共同唱完国歌，唱完后两人得到了现场球迷长时间的站立鼓掌。波特兰最终在当晚的比赛中输给了小牛。
2013年2月10日，開季至今戰績24勝38敗的活塞球團今天宣布解除剛為球隊拿下2連勝的總教練莫里斯·奇克斯的職務，而由助理總教練約翰·勞爾為代理總教練。
2015年6月29日，奇克斯回到了雷霆擔任助理教練。
2020年11月2日，奇克斯確定跟隨比利·多諾萬到芝加哥公牛擔任助理教練。

## 主教练战绩
| 隊伍 | 年份    | 常規賽 | 常規賽 | 常規賽 | 常規賽 | 常規賽           | 季後賽     |
| 隊伍 | 年份    | 比賽   | 勝     | 負     | 勝率   | 排名             | 季後賽     |
| ---- | ------- | ------ | ------ | ------ | ------ | ---------------- | ---------- |
| POR  | 2001-02 | 82     | 49     | 33     | .598   | 西北赛区第三名   | 第一轮失利 |
| POR  | 2002-03 | 82     | 50     | 32     | .610   | 西北赛区第三名   | 第一轮失利 |
| POR  | 2003-04 | 82     | 41     | 41     | .500   | 西北赛区第三名   | 未进入     |
| POR  | 2004-05 | 55     | 22     | 33     | .400   | 西北赛区第四名   | 被解职     |
| PHI  | 2005-06 | 82     | 38     | 44     | .400   | 大西洋赛区第二名 | 未进入     |
| PHI  | 2006-07 | 82     | 35     | 47     | .427   | 大西洋赛区第三名 | 未进入     |
| PHI  | 2007-08 | 82     | 40     | 42     | .488   | 大西洋赛区第三名 | 第一轮失利 |
| PHI  | 2008-09 | 23     | 9      | 14     | .391   | 大西洋赛区第二名 | 被解职     |
| DET  | 2013-14 | 62     | 24     | 38     | .387   | 中央赛区第三名   | 被解职     |
| 總計 | 總計    | 622    | 308    | 324    | .487   |                  |            |